# Drood
Drood is een musical van Rupert Holmes, gebaseerd op de onvoltooide novelle The Mystery of Edwin Drood van Charles Dickens. Het is een van de weinige Broadwaymusicals waarbij script, libretto en muziek door dezelfde persoon zijn geschreven. Bovendien was het de eerste Broadwaymusical waarbij het publiek bepaalt op welke manier hij eindigt. Holmes won met deze musical, zijn debuut, een Tony Award voor de liedteksten, de muziek en het script.
In augustus 1985 ging de musical in première bij het New York Shakespeare Festival. Daarna draaide hij tot mei 1987 in het Broadwaytheater. In verschillende vertalingen is de musical populair onder professionele en amateurgezelschappen. De Nederlandse vertaling is van Bruun Kuijt en Petra van der Eerden.

## Verhaal
Het verhaal, dat zich afspeelt in het dorpje Cloisterham, draait om de vermissing van Edwin Drood. De vaders van Edwin Drood en Rosa Bud spraken af dat de kinderen later met elkaar zouden gaan trouwen. Inmiddels zijn Edwin en Rosa wees, en volwassen. Ze zijn er niet zeker van dat ze wel met elkaar willen trouwen. Edwins oom, John Jasper, is koordirigent, zangleraar van Rosa en heimelijk verliefd op haar. Bovendien komt hij regelmatig bij de opiumkit van Prinses Puffer over de vloer. Ook verliefd op Rosa is Neville Landless, een verbitterde wees uit Ceylon met een tweelingzus genaamd Helena. En dan is er ook nog dominee Crisparkle, die zich ontfermde over Neville en Helena en die in het verleden een oogje had op Rosa’s moeder.
Rosa en Edwin besluiten van hun geplande huwelijk af te zien, maar spreken af dat ze dat besluit tot na kerstmis geheim zullen houden. Het kerstdiner wordt bij John Jasper genuttigd, waarbij Jasper, Edwin, Rosa, Neville, Helena en Crisparkle bijeen zitten. De genodigden gaan daarna uiteen. De volgende dag is Edwin verdwenen en wordt de jas van Jasper bebloed en wel gevonden.
Aangenomen wordt dat Edwin is vermoord. Neville is hoofdverdachte, maar ook Jasper heeft verdenking op zich geladen. Ook Helena, die steeds pal heeft gestaan voor haar broer, is verdacht, evenals enkele andere personages. Op dit punt eindigt het verhaal, dat door het overlijden van Charles Dickens niet tot een einde werd geschreven. De hulp van het publiek wordt daarom ingeroepen. Dat kiest uit zes verdachten wie de dader is. Daarna volgt de bekentenis van het door het publiek aangewezen personage. Om een happy ending te garanderen kiest het publiek vervolgens uit de overgebleven personages een liefdespaar, waarop een eind-goed-al-goed volgt.
Door de publieksstemming kent de musical verschillende ontknopingen, die allemaal moeten worden ingestudeerd. Aangezien elk einde gepaard gaat met andere teksten en muziek, kiezen amateurgezelschappen er soms voor om de keuzemogelijkheden te beperken.

## Achtergrond
Rupert Holmes liet zich inspireren door het verhaal van Charles Dickens uit 1870, door pantomimespel en door variété-theater dat in de jaren na Dickens dood populair werd. Hij schreef de musical op suggestie van Gail Merrifield en Joseph Papp, die in 1983 in een nachtclub een optreden van hem hadden bijgewoond en van mening waren dat hij een dergelijk project tot een goed einde zou kunnen brengen.
Hoewel Holmes zich baseerde op een verhaal van Dickens, schreef hij toch geen Dickens-orkestratie. In plaats daarvan schreef hij een verhaal waarin acteurs spelen dat ze acteurs zijn die karakters van Dickens spelen. Het resultaat is een verhaal in een verhaal, waardoor er ruimte is voor reflectie en voor situaties die Dickens nooit heeft geschreven. De sfeer is daardoor veel luchtiger dan die in de novelle.
'14-'18 · '40-'45 (België) · '40-'45 (Nederland) · De 3 Biggetjes · 3 Musketiers · Aida · Alice in Wonderland · A xXxmas Carola · Anatevka · Assepoester · Belle en het Beest · Billie Holiday · Bloedbroeders · The Bodyguard · Cabaret · Camelot · Cats · Chicago · Ciske de Rat · Cyrano de Bergerac · De Schone van Boskoop · Daens · Dirty Dancing · Doe Maar! · Domino · Doornroosje · Dracula · Drood · Elisabeth · Evita · Fame · De Finale · Flashdance · Foxtrot · Goodbye, Norma Jeane · Grease · Hair · High School Musical · De Jantjes · Jekyll & Hyde · Jersey Boys · Jesus Christ Superstar · Kadanza · De kleine zeemeermin · Koning van Katoren · Kruimeltje · Kuifje: De Zonnetempel · Kunt u mij de weg naar Hamelen vertellen, mijnheer? · The Last Five Years · Lelies · The Lion King · The Little Mermaid · Love Story · Lover of Loser · Mamma Mia! · De man van La Mancha · Mary Poppins · Les Misérables · Miss Saigon · Muerto! · De Muze van Rubens · My Fair Lady · On Your Feet! · Op hoop van Zegen · Oorlogswinter · The Passion · Pauline & Paulette · The Phantom of the Opera · Pinokkio · Red Star Line · Rembrandt · Robin Hood · Romeo en Julia, van Haat tot Liefde · De Rozenoorlog · Shhh...it happens! · Shrek · Soldaat van Oranje · Spring Awakening · De sprookjesmusical Klaas Vaak · Sneeuwwitje · The Sound of Music · Tarzan · Titanic · Turks fruit · Urinetown · De Vliegende Hollander · Wat Zien Ik?! · Wicked · The Wild Party · The Wiz · Wickie de viking de musical
    Portaal Musical